# SBCスペシャル
『SBCスペシャル』（エスビーシースペシャル）は、信越放送（SBCテレビ）で1992年（平成4年）10月から放送されているローカル番組。

## 概要
- 1992年9月までゴールデンタイムに30分番組として放送されていた「SBC特集」（エスビーシーとくしゅう）を発展させた新番組で放送時間も1時間に拡大されることになるが、番組開始当初は現在の放送内容とは大きく異なり、立川志の輔・原田泰治や坂橋克明（SBCアナウンサー）などが週替わりで司会を務める生放送であった。
- ローカル番組でありながらも放送時間帯がゴールデンタイムだったことから、著名な出演者を揃えたが視聴率に結び付かなかったことや、平成不況によるスポンサー収入の減少から制作費が抑制されたことなどにより短期間で生放送を止め、その後は司会を設けずに旅・グルメ・ドキュメンタリーなど、「SBC特集」同様に毎週様々なジャンルの企画が放送される番組内容に改められ、現在は「ふるさと信州再発見!」を合言葉に放送されている。なお、番組内容が報道特別番組の場合は生放送されることもある。
- TBS系列でこの時間帯はローカルセールス枠になっているため、『そこが知りたい』以降のゴールデンタイムにおけるローカルセールス枠にてTBSで放送された番組がレギュラー放送されることがほとんどない。
- 2009年3月までは改編期などで『うたばん（とくばん）』のスペシャル放送の場合には、本番組を休止して全編フルネットで放送される。一方でレギュラー放送されていない『徳光和夫の感動再会"逢いたい"』のスペシャル放送の場合には、特に本番組を休止せずに、20時からの短縮版での放送になることが多い。
- TBSの2012年秋改編で、MBS、SBS、RKBのローカル番組は、月曜19:00に移動するが、SBCは放送時間を移動せず、引き続き水曜19:00からの放送となり、20:00からは、SBC自主制作番組、BS-TBS制作番組など（毎月第4水曜は信州応援バラエティ ナウマンゾウのメガホン）を放送する。このため、2014年3月まではTBS系列の2時間番組『水トク!』（2期）はSBCテレビでは基本的に同時ネットされなかった。現在は放送時間1時間繰り下げのため同時ネット(但し、当番組が19:00開始の3時間SPの場合は編成の都合で内容が放送されない短縮版が、20:00から放送されることがある。)。
- 2013年2月13日放送「激安!デカ盛り!食べ放題!長野の厳選10店!」では、過去最高視聴率となる24.8%(瞬間最高32%)を記録した。[2]

### ニッポンど真ん中!
- 毎月第2水曜日は甲信越・静岡・北陸地方のJNN系列6局による共同制作のブロックネット番組『ニッポンど真ん中!』を放送していた。
- 『ニッポンど真ん中!』が放送される週は、放送終了時間が5分延長される。

## 放送時間
- 1992.10.13 - 1999.03.16　火曜 20:00 - 20:54
- 1999.04.15 - 2002.03.14、 2008.10.16 - 2009.03.19　木曜 19:00 - 19:54（2008年～『ニッポンど真ん中!』放送日は18:55 - 19:54）
- 2002.04.11 - 2008.09.11　木曜 18:55 - 19:54（『ニッポンど真ん中!』放送日は18:55 - 19:54）
- 2009.04.15 - 2010.03.24　水曜 19:55 - 20:49（『ニッポンど真ん中!』放送日は19:55 - 20:54）
- 2010.04.14 - 水曜 19:00 - 20:00（極稀に2時間スペシャルでの放送する時がある）

## 出演者

### リポーター
現在
下記の3人ほどが週替わりで出演。
- 飯塚敏文（SBCアナウンサー）
- 尾関雄哉（SBCアナウンサー、2022年4月27日 - ）
- 長谷川萌（SBCアナウンサー、2022年5月4日 - ）
- 山崎彩奈（SBCアナウンサー、2022年1月26日 - ）
- 佐々木一朗（SBCアナウンサー、2022年11月16日 - ）
- 平山未夢（SBCアナウンサー、2023年1月4日 - ）
- 恵理
- 小林知美

過去
週替わりで出演。
- 宮入千洋(SBCアナウンサー)
- 生田明子（SBCアナウンサー、不明 - 2020年9月）
- 小林惇希（当時SBCアナウンサー、2020年4月 - 2021年3月）
- 長谷川萌（SBCアナウンサー、不明 - 2020年8月[3]）
- 望月麗奈（当時SBCアナウンサー、2018年10月 - 2022年2月）
- 山崎昭夫（当時SBCアナウンサー、不明 - 2022年2月）
- 北川原志於（当時SBCアナウンサー、2021年4月1日 - 2022年6月）
- 久野大地（SBCアナウンサー、不明 - 2022年9月）

## 備考
- 2007年5月17日放送分「とびっきりのどんぶり」において、番組で紹介した野菜の天ぷら丼で使用されていた食材の中に、海外で多数の肝障害が報告され、2004年6月14日に厚生労働省が摂取を控えるよう呼びかけていたコンフリーが含まれていた。放送終了後に番組を見ていた視聴者からの指摘により発覚し、SBCは視聴者に注意を呼びかけた。またこの放送分については再放送を見合わせた。

## スタッフ
現在
- ナレーター[4]：飯塚敏文[5]・中澤佳子・丸山隆之・長谷川萌[5]・久野大地
- 制作著作：信越放送

過去
- ナレーター[6]：三島さやか・宮入千洋